# Janusz Grzymałowski

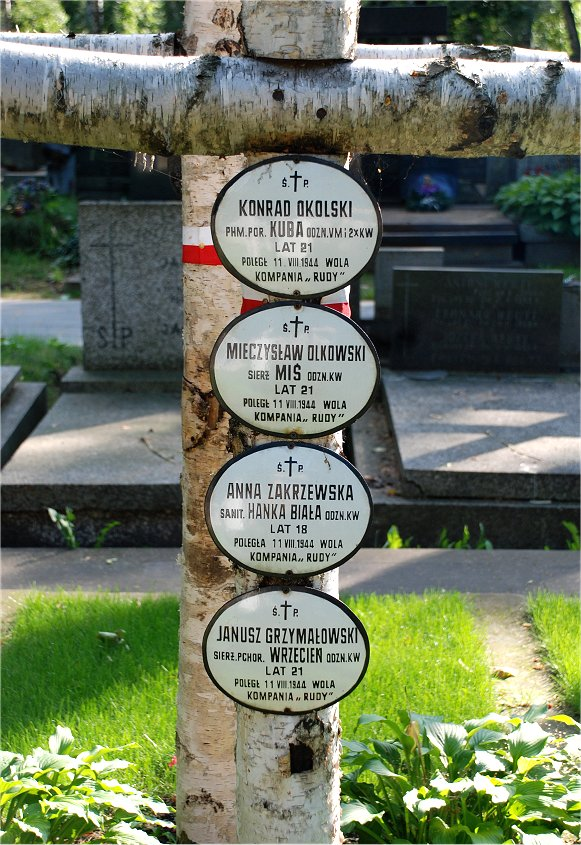
Na Powązkach Wojskowych

Janusz Grzymałowski ps. Wrzecień (ur. 24 września 1923 w Warszawie, zm. 11 sierpnia 1944 tamże) – sierżant podchorąży, uczestnik powstania warszawskiego w szeregach III plutonu „Felek” 2. kompanii „Rudy” batalionu „Zośka”. Syn Leona.
Był harcerzem 80 Drużyny Harcerskiej im. Jędrzeja Śniadeckiego. Podczas okupacji działał w polskim podziemiu zbrojnym.
Poległ 11. dnia powstania warszawskiego przy ul. Kolskiej podczas opuszczania budynku szkoły przy ul. Spokojnej na Woli. Odznaczony Krzyżem Walecznych. Pochowany w kwaterach żołnierzy i sanitariuszek batalionu „Zośka” na Wojskowych Powązkach w Warszawie wraz z łączniczką Anną Zakrzewską (ps. „Hanka Biała”), sierż. Mieczysławem Olkowskim (ps. „Miś”) i phm. por. Konradem Okolskim (ps. „Kuba”) (kwatera A20-5-18).